# Baudouin de Champagne
 (avril 2019).
Si vous disposez d'ouvrages ou d'articles de référence ou si vous connaissez des sites web de qualité traitant du thème abordé ici, merci de compléter l'article en donnant les références utiles à sa vérifiabilité et en les liant à la section « Notes et références ».
Pour les articles homonymes, voir Baudouin et Champagne.
Baudouin de Champagne, baron et seigneur de l'Anjou et du Maine, baron de La Suze au Maine, seigneur de Bazouges, de La Chapelle-Rainsouin, de Louplande, Coulans, Chauffour, Villaines, Brouassin et La Mothe-Achard. Il fut diplomate, chambellan et conseiller de deux rois de France, Louis XII de France et François Ier de France. 

## Biographie
Baudouin (III) de Champagne était le fils de Brandelis (III) de Champagne-Parcé (alias la Champagne d'Anjou, au sud-ouest du Mans et au sud de la Sarthe), seigneur angevin de Bazouges, Brouassin, Villaines et sire de La Suze, grand sénéchal du Maine et du comté de Laval, gouverneur de Saumur, chevalier de l'ordre du Croissant, lieutenant-général, capitaine et commandant en Artois, et de Renée de Warie, fille de Guillaume de Warie, seigneur du château de l'Isle Savary à Clion (ancienne province de Touraine).
En 1521, François Ier l'envoie en qualité d'ambassadeur extraordinaire auprès de l'électeur palatin dans le Saint-Empire romain germanique.
En 1528, François Ier le nomme ambassadeur extraordinaire auprès de l'empereur Charles Quint.
En 1543, il accompagne le roi au siège de Landrecies au cours duquel, les habitants incendient leur cité avant de s'enfuir. François Ier entre avec son armée dans une ville en ruine et fumante.
Baudouin de Champagne meurt le 24 juin 1560 dans sa bonne ville de La Suze. Il y fut enterré dans l'église de La Suze aux côtés de son épouse Jeanne de La Chapelle-Rainsouin, épousée le 17 mars 1518 et morte en 1558. Ils eurent trois enfants, un fils, Nicolas de Champagne (1526-67), premier comte de La Suze en février 1566, et deux filles, Hardouine de Champagne et Charlotte de Champagne.
Baudouin de Champagne était chevalier de l'ordre de Saint-Michel.

## Homonymie
Baudouin de Champagne eut des aïeux qui portaient le même patronyme (12) : 
- Baudouin (Ier) (ou Hardouin) de Champagne

Fils de Brandelis II et frère de Jean III de Champagne, il fut notamment seigneur de Paray, de Tucé et de La Guierche et gouverneur de la vicomté de Beaumont-au-Maine. Marié à Jeanne de Tucé, il prit le nom de Baudouin Ier de Tucé. Il était chevalier, chambellan de Sicile du roi Louis III d'Anjou. Il représenta notamment ce roi lors d’un voyage à Venise. Il fut capitaine du Mans et, à ce titre, il défendait la ville du Mans lorsqu’elle fut prise par les Anglais de Thomas Montaigu, comte de Salisbury, en 1425, et la reprit avec l’aide d'Étienne de Vignolles, compagnon d’armes de Jeanne d’Arc, en 1427. Il fut aussi capitaine de Tours et bailli de Touraine de 1431 à 1440. On dit qu'après la mort de Jeanne de Tucé en 1458, il épousa une de ses cousines, Julienne de Tucé, et qu'il mourut en 1463.
- Baudouin de Champagne, fils cadet de Jean III de Champagne et d'Ambroise de Crénon, mourut comme ses frères Guillaume, Louis, Hardouin, Thibaut, Brandelis et Antoine de Champagne, à la bataille de Verneuil en août 1424 (La Chesnaye des Bois donne une liste un peu différente : Jean IV, Hardouin, Baudouin, Brandelis, Thibault, Mathieu et Louis de Champagne : Dictionnaire de la Noblesse, t. IV, p. 188) ; y furent seulement navrés (blessés) : Jean IV et Pierre Ier de Champagne ; ce dernier continuera les sires de Parcé, d'Avoise et Pescheseul, aussi de Villaines et de La Suze, par ses fils (ou petits-fils ?) René, Baudoin (II) et Brandelis (III), et le fils de ce dernier, Baudouin (III), vu plus haut.